# Implant mózgowy

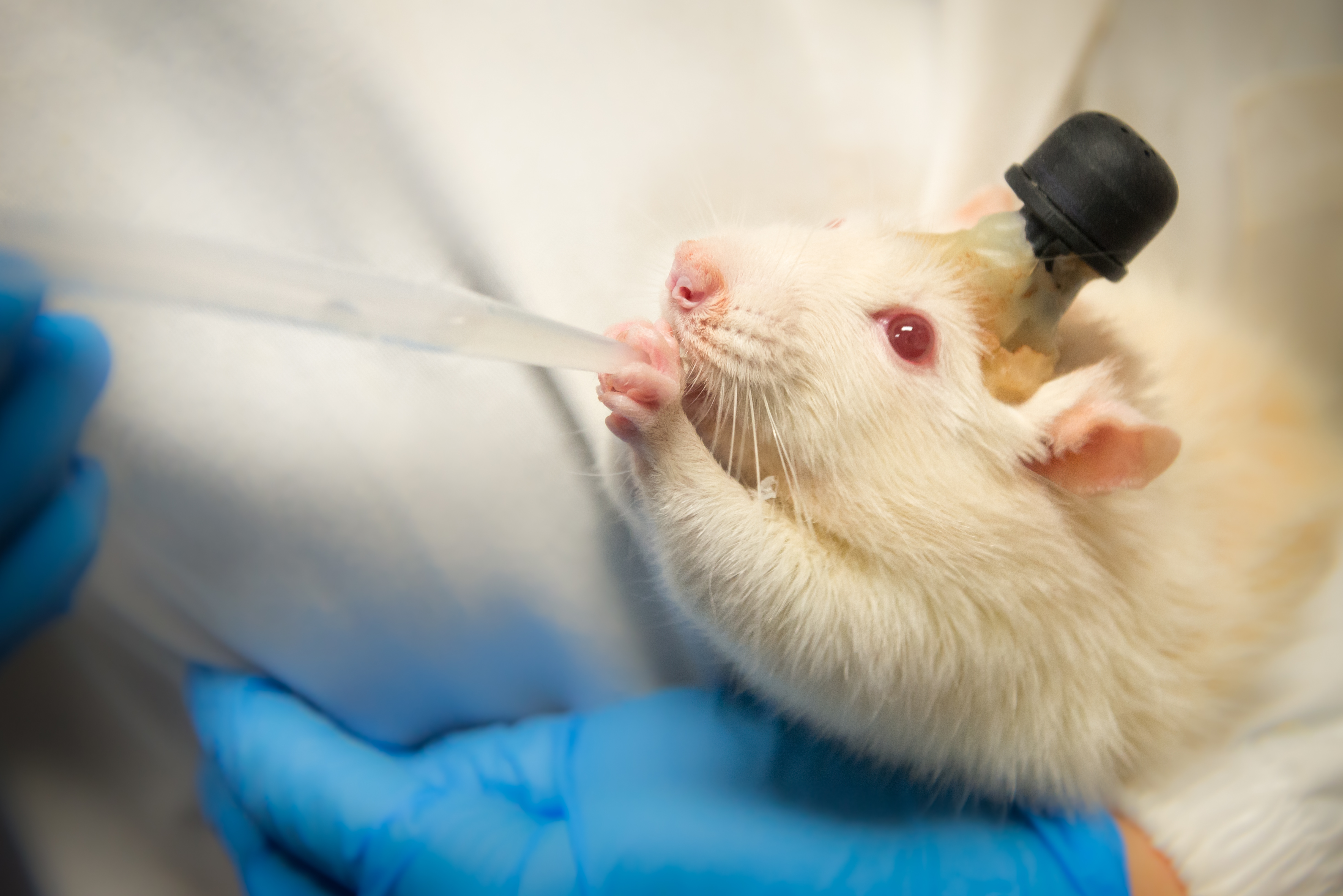
Szczur z implantem mózgowym

Implant mózgowy (ang. brain implant) - urządzenie techniczne łączące się 
bezpośrednio z mózgiem ludzkim lub zwierzęcym zwykle umieszczone na powierzchni mózgu lub podłączone do kory mózgowej (implantowane elektrody domózgowe). Obecnie badania neurobiologów i inżynierów biomedycznych koncentrują się na zbudowaniu takich implantów mózgowych, które byłyby zdolne zastąpić obszary mózgu uszkodzone po udarze lub urazie 
mózgowym. Obejmuje to także zastąpienie czynności uszkodzonych układów czuciowych, np. wzrokowego (proteza wzroku). Inne implanty mózgowe są wykorzystywane w doświadczeniach na zwierzętach w celu bezpośredniej rejestracji czynności elektrycznej mózgu dla celów naukowych. Niektóre implanty mózgowe umożliwiają stworzenie interfejsu pomiędzy układem nerwowym i układem scalonym komputera, co jest częścią szerszych badań nad interfejsami mózg-komputer.

Przeczytaj ostrzeżenie dotyczące informacji medycznych i pokrewnych zamieszczonych w Wikipedii.